# Ernesto Cesàro
Ernesto Cesàro (n. 12 martie 1859, Napoli; d. 12 septembrie 1906, Torre Annunziata) a fost un matematician italian activ în domeniul geometriei diferențiale și mai cunoscut prin studiile seriilor infinite.
Alte domenii de care s-a preocupat au fost teoria numerelor și teoria probabilităților.
În 1896 a introdus coordonatele intrinseci în studiul curbelor plane.
A studiat cicloida concepută de Euler și i-a dat denumirea de semicicloidă.

## Scrieri
- 1894: Cesaro de Analysi algebrica (Torino)
- 1901: Sopra un equazione funzionale trattata da Beltrami (Asupra unei ecuații funcționale tratate de Beltrami)
- Einleitung in die infinitesimale Rechnung (Introducere în calculul infinitezimal).

1. ↑  Autoritatea BnF, accesat în 10 octombrie 2015
2. 1 2  Czech National Authority Database, accesat în 1 martie 2022